# Carlos Morales Santos
Carlos Morales Santos (4 de novembre de 1968) és un exfutbolista paraguaià.

## Selecció del Paraguai
Va formar part de l'equip paraguaià a la Copa del Món de 1998. La major part de la seva carrera la passà a clubs argentins.